# Stephan Joho
Stefan Joho (Bremgarten, 4 september 1963) is een voormalig Zwitsers wielrenner.

## Belangrijkste overwinningen
1986
- 4e etappe Ruta del Sol
- Berner Rundfahrt
- 2e etappe Ronde van de Limousin
- 6e etappe Ronde van Romandië
- 1e etappe Ronde van Aragon
- 2e etappe Ronde van Aragon
- 4e etappe Ronde van Aragon
- eindzege Ronde van Aragon

1987
- 4e etappe Ronde van Romandië
- 3e etappe Ronde van Catalonië
- 1e etappe Ronde van Aragon
- 6e etappe Ronde van Aragon
- 2e etappe Ronde van de Limousin
- 1e etappe Parijs-Bourges

1988
- 3e etappe Giro d'Italia
- Ronde van Romagna
- 1e etappe Ronde van Zwitserland
- 9e etappe Ronde van Zwitserland
- 10e etappe Ronde van Zwitserland
- 3e etappe Ronde van Apulië

1989
- GP Pino Cerami
- 6e etappe Giro d'Italia

1990
- 3e etappe Schwanenbrau Cup
- Eindklassement Schwanenbrau Cup
- 5e etappe deel B Ronde van België

1991
- 1e etappe Ronde van Burgos
- 4e etappe Ronde van Burgos

## Resultaten in voornaamste wedstrijden
| Jaar | Ronde van Italië | Ronde van Frankrijk | Ronde van Spanje |
| ---- | ---------------- | ------------------- | ---------------- |
| 1986 |                  |                     |                  |
| 1987 |                  | buiten tijd         |                  |
| 1988 | opgave (1)       |                     |                  |
| 1989 | opgave (1)       |                     |                  |
| 1990 | 74e              |                     |                  |
| 1991 |                  |                     |                  |
| 1992 |                  |                     |                  |

| Jaar | Milaan-San Remo | Gent-Wevelgem | Ronde van Vlaanderen | Parijs-Roubaix | Luik-Bast.‑Luik | Rund um den Henninger-Turm | Waalse Pijl |
| ---- | --------------- | ------------- | -------------------- | -------------- | --------------- | -------------------------- | ----------- |
| 1986 |                 |               |                      |                |                 | 17e                        |             |
| 1987 |                 | 86e           |                      |                |                 |                            |             |
| 1988 | 103e            |               |                      | 4e             |                 | 32e                        | 9e          |
| 1989 |                 | 50e           | 50e                  |                |                 |                            |             |
| 1990 |                 | 116e          | 86e                  | 84e            |                 | 8e                         |             |
| 1991 |                 |               |                      | 37e            | 62e             |                            |             |
| 1992 |                 | 72e           |                      |                |                 |                            |             |